# Нижні Панклеї
Ни́жні Панкле́ї (рос. Нижние Панклеи, чув. Анатри Панкли) — присілок у Чувашії Російської Федерації, у складі Юськасинського сільського поселення Моргауського району.
Населення — 193 особи (2010; 198 в 2002, 250 в 1979; 273 в 1939, 251 в 1926, 300 в 1897, 193 в 1858).

## Історія
Історичні назви — Пантлей Другий, Нижній Панклей (1920–1935), Сорим-Панклеї Нижні. Утворився як виселок села Преображенське (Чуваська Сорма). До 1866 року селяни мали статус державних, займались землеробством, слюсарством, виробництвом одягу. 1886 року відкрито парафіяльну школу. 1930 року створено колгосп «імені Ульянова». До 1927 року присілок перебував у складі Чувасько-Сорминської волості Ядрінського повіту. 1927 року присілок переданий до складу Аліковського району, 1944 року — до складу Моргауського, 1959 року — повернутий до складу Аліковського, 1962 року — до складу Чебоксарського, 1964 року — повернутий до складу Моргауського району.

## Господарство
У присілку діють школа, фельдшерсько-акушерський пункт, клуб, музей, бібліотека, спортивний комплекс, магазин.